# Stictoleptura palmi
Stictoleptura palmi là một loài bọ cánh cứng trong họ Cerambycidae.